# 34th Street – Penn Station (IND/métro de New York)
Pour les articles homonymes, voir 34th Street – Penn Station.
34th Street – Penn Station est une station souterraine express du métro de New York située dans le quartier de Chelsea, à Manhattan. Elle est située sur l'une des lignes (au sens de tronçons du réseau) principales, l'IND Eighth Avenue Line (métros bleus), issue du réseau de l'ancien Independent Subway System (IND). Construite sous la gare de Pennsylvania Station, gare la plus fréquentée d'Amérique du Nord, elle permet des transferts sur le LIRR, le NJ Transit ainsi que sur l'Amtrak. Sur la base des chiffres 2012, la station était la 6e plus fréquentée du réseau. Une autre station, située sur l'IRT Broadway-Seventh Avenue Line porte le même nom.
Au total, trois services y circulent :
- les métros A et E y transitent 24/7 ;
- les métros C y circulent tout le temps sauf la nuit (late nights).